# Ildfluen
Ildfluen è un film muto del 1913 interpretato e diretto da Einar Zangenberg. Prodotto e distribuito dalla Kinografen, aveva come interpreti, oltre allo stesso regista, Johanne Fritz-Petersen, Alfi Zangenberg, William Bewer, Sophus Erhardt, Ella La Cour, Richard Christensen, Emma Wiehe.

## Trama
Lillian, la figlia della contessa Krag, ed il suo amichetto Rudi, che abita nelle vicinanze, sono attratti da due simpatiche scimmiette che una coppia di artisti girovaghi, Mikael e Zolan, hanno mostrato loro mentre col proprio carrozzone sostavano nei possedimenti della contessa. Anche Mikael e Zolan hanno una figlia, suppergiù della stessa età di Lillian. La contessa, avendo notato che la piccola, già malaticcia, viene maltrattata dai genitori, intima loro di lasciare le proprie tenute quanto prima. Quella notte Lillian sogna le scimmiette, e, alzatasi dal lettuccio, raggiunge gli artisti ed entra nel carro, dove si addormenta mentre accarezza una delle due bestiole. Proprio allora la figlia di Mikael e Zolan muore. I due decidono quindi di rapire Lillian, attaccano i cavalli e partono.
La mattina dopo la contessa è sgomenta per la mancanza della figlia, ma Rudi si dice sicuro di riuscire a trovarla. La trova piuttosto in fretta, e, vedendo che viene maltrattata, si offre di unirsi al baraccone, con l'intento di proteggerla.
Protezione che dura piuttosto a lungo, perché 12 anni dopo Lillian e Rudi, ormai giovani adulti, sono ancora con i loro rapitori. Un impresario circense offre a Mikael e Lillian un ingaggio in un circo, non lontano dalle residenze dalle quali i ragazzi, da bambini, si erano allontanati. Poiché Rudi non è compreso nell'offerta, egli lascia la compagnia, dando l'addio, o l'arrivederci, a Lillian, con la quale è ora diventato più che amico. Rudi trova impiego come autista del barone Silber.
Silber, accompagnato da Rudi, è molto spesso presente agli spettacoli in cui Lillian volteggia in aria impersonando una lucciola ("ildfluen"): si è infatti innamorato di lei. Mikael si accorge del fatto e coglie l'occasione per mercanteggiare col barone un primo incontro con Lillian, che del resto è contraria. Incontro che avviene sull'auto guidata da Rudi, che non mette molto a sbarazzarsi di Silber, lasciandolo appiedato, e a ripartire in auto con Lillian. Solo allora ai due ragazzi viene in mente di lasciare le ristrettezze della vita di artisti itineranti, e di tornare alle loro famiglie di origine, e alle loro esistenze borghesi o addirittura aristocratiche.
Lillian e Rudi tornano quindi dai rispettivi genitori, dopo essersi fatti riconoscere. La giovane coppia ripercorre i camminamenti cui era adusa nell'infanzia, e sale, insieme alla contessa, su una torre che usava frequentare tempo addietro. Ma Mikael, avendo saputo che la fuga di Lillian era dovuta a Rudi, decide di vendicarsi. Vendetta non da poco, perché egli piazza una bomba alla base del torrione, entro il quale ha chiuso i tre sventurati.
Rudi risolve la situazione, in maniera complicata. Si cala dalla sommità della torre, raggiunge dei cavi tesi a grande altezza dalla torre a qualche palo nelle vicinanze, li percorre, pericolosamente appeso ad essi, fino ad un sottostante specchio d'acqua nel quale si tuffa. Nuota poi verso la riva, corre alla torre, e getta via la bomba. Giusto il tempo di una miccia. La bomba ricade presso Mikael, che si era appostato non distante, e che muore per l'esplosione.

## Produzione
Il film fu prodotto dalla Kinografen.

## Distribuzione
In Danimarca, il film fu distribuito dalla Kinografen il 18 agosto 1913. Nel novembre di quello stesso anno, usciva negli Stati Uniti, distribuito dalla Film Releases of America con il titolo inglese di The Firefly. Il 16 novembre 1914, uscì anche in Finlandia con il titolo Tuliperhonen.